# AIRBLANCA
AIRBLANCA（エアブランカ）は、かつて日本に存在したロックバンド。

## 活動
1981年にレイジーが解散した後、ソロ活動をしていた影山ヒロノブと、ネバーランドを経てHUMAN NATUREを結成していた井上俊次・田中宏幸が集まって結成。しかし、インディーズでの活動だったため大きく注目されることはなく、アルバムを1枚発表した他に、アニメ映画「愛と剣のキャメロット」のサウンドトラックに参加するなどの活動のみで、わずか1年の活動に終止符を打った。
影山ヒロノブの公式ホームページは、このバンドの名前が由来である。

## メンバー
- 影山ヒロノブ（ボーカル）
  - 解散後は再びソロ活動に専念。1998年にレイジーを再結成、2000年にJAM Projectを結成。
- 井上俊次（キーボード）
  - 解散後は音楽プロデューサーに転向、ミュージシャンとしての活動はレイジーのみ。
- 田中宏幸（ベース）
  - 解散後、一時音楽活動を引退。1997年にレイジー再結成を持ちかけられるもブランクを理由に参加を留保。1998年春から復帰。
- 松尾洋一（ギター）
  - 解散後はJAM Project等のサポートに参加。息子はホストのROLAND[1]。
- 須藤賢一（キーボード）
  - 現在はアレンジャーとして活動する傍ら、影山と共にTRY FORCEを結成。
- 岩田ガンタ康彦（ドラムス）

## アルバム

### オリジナル・アルバム
- AIRBLANCA（1991年4月14日）

1. CADIZ
  - 作詞：影山ヒロノブ、作曲・編曲：松尾洋一
2. 2000miles
  - 作詞：影山ヒロノブ、作曲・編曲：松尾洋一
3. Night Fall
  - 作詞：影山ヒロノブ、作曲・編曲：須藤賢一
4. Shade of Blue
  - 作詞：影山ヒロノブ、作曲・編曲：須藤賢一
5. Jungle Party
  - 作詞：影山ヒロノブ、作曲：田中宏幸、編曲：松尾洋一
6. 冬色の週末
  - 作詞：影山ヒロノブ、作曲・編曲：須藤賢一
7. 黄昏にI miss you
  - 作詞・作曲：影山ヒロノブ、編曲：松尾洋一
8. Gypsy
  - 作詞・作曲：影山ヒロノブ、編曲：井上俊次
9. 夜間飛行
  - 作詞：田中宏幸、作曲・編曲：松尾洋一

### 参加アルバム
- 愛と剣のキャメロット（1990年10月17日）

1. HOWLLING
  - 作詞：藤本ひとみ／作曲：タケカワユキヒデ／編曲：KAZZ TOYAMA
2. オレたちの夜想曲
  - 作詞：藤本ひとみ／作曲：馬飼野康二／編曲：大森俊之
3. 君に
  - 作詞：藤本ひとみ／作曲：タケカワユキヒデ／編曲：KAZZ TOYAMA